# Acrotona parvula
Acrotona parvula – gatunek chrząszcza z rodziny kusakowatych i podrodziny rydzenic.

## Taksonomia
Gatunek ten opisany został po raz pierwszy w 1830 roku przez Carla Gustafa Mannerheima pod nazwą Bolitochara parvula.

## Morfologia
Chrząszcz o wydłużonym ciele długości od 1,8 do 2,5 mm. Głowa i przedplecze są czarne, niewyraźnie szagrynowane oraz gęsto, nieco ziarniście, silniej niż u A. aterrima punktowane. Głowa zaopatrzona jest w duże i wyłupiaste oczy. Czułki są dość długie i cienkie, o członach w części środkowej niepoprzecznych, a członie drugim znacznie dłuższym niż trzeci. Szerokość przedplecza jest od 1,3 do 1,5 raza większa niż jego długość. Powierzchnia przedplecza jest bardziej wypłaszczona niż u A. pusilla, opatrzona delikatnym rowkiem podłużnym w tylnej połowie. Owłosienie na całej długości linii środkowej przedplecza skierowane jest ku przodowi. Pokrywy są brązowe do czarnych. W widoku bocznym niedostrzegalne są boczne części przedpiersia. Odnóża mają żółtobrązową barwę. Środkowa para odnóży charakteryzuje się silnymi szczecinkami bocznymi goleni, dłuższymi niż szerokość tychże. Tylna para odnóży ma uda nieco pośrodku zgrubiałe. Długość pierwszego członu stóp tylnej pary nie jest większa niż drugiego. Zwężający się ku wierzchołkowi odwłok jest czarny, czasem z przybrązowionym, ale nie rozjaśnionym rozlegle szczytem. Szagrynowanie na piątym z kompletnych tergitów odwłoka tworzone jest przez siateczkę o mniej lub bardziej gwiaździstych, nigdy silnie poprzecznych oczkach.

## Ekologia i występowanie
Owad rozmieszczony od nizin po góry. Bytuje w owocnikach grzybów, przy wyciekającym ze zranionych drzew soku, pod gnijącymi szczątkami roślinnymi i odchodami oraz wśród napływek.
Gatunek palearktyczny. W Europie znany jest z Portugalii, Hiszpanii, Irlandii, Wielkiej Brytanii, Wysp Owczych, Francji, Belgii, Holandii, Niemiec, Szwajcarii, Austrii, Włoch, Danii, Szwecji, Norwegii, Finlandii, Estonii, Litwy, Polski, Czech, Słowacji, Węgier, Ukrainy, Bułgarii, Albanii, Grecji i europejskiej części Rosji. W Afryce Północnej podawany jest z Maroka, Algierii i Tunezji. W Azji notowany jest z syberyjkiej części Rosji, Gruzji, Azerbejdżanu, anatolijskiej części Turcji, Cypru, Izraela, Uzbekistanu i Iranu.